# Alain Felkel
Alain Felkel (* 1965) ist ein deutscher Historiker und Autor.
Nach Ende seiner Schulausbildung besuchte Felkel die Universität Marburg, die Universität Salamanca und die Universität Köln. Dort studierte er Mittlere und Neuere Geschichte sowie Spanisch-Romanistik und Ibero-amerikanische Geschichte.
Ab 1997 wurde Felkel als Autor tätig. Er verfasste Drehbücher und ist Berater zu historischen Themen bei Fernsehproduktionen. Im Jahr 2013 erschien von ihm die erste deutschsprachige Biografie des französischen Marschalls "Louis Nicolas Davout. Das Genie im Schatten Napoleons" im Osburg-Verlag.
In "Operation Piratenjagd" (2014) schildert er den Konflikt zwischen Seeräubern und ihren Jägern von der Antike bis zur Gegenwart.
Des Weiteren veröffentlichte er 2009 das Sachbuch "Aufstand. Die Deutschen als rebellisches Volk", in dem er beispielhaft aufzeigt, wie sich die Deutschen in ihrer Geschichte gegen Unterdrückung und Gewaltherrschaft aufgelehnt haben. Felkel war außerdem Co-Autor des Begleitbuchs zur Fernsehdokumentationsreihe "Die Germanen". Er lebt und arbeitet in Köln.